# Edmond Faral
Edmond Faral (18 marca 1882, 8 lutego 1958) – francuski historyk, mediewista. 
W 1924 roku został profesorem literatury łacińskiej w Collège de France. Członek Akademii Inskrypcji i Literatury Pięknej od 1936. 

## Wybrane publikacje
- Les Jongleurs en France au Moyen Age (1910)
- Mimes français du XIIIe siècle (1910)
- Courtois d'Arras : jeu du XIII° siècle (1911)
- Recherches sur les Sources Latines des Contes et Romans Courtois du Moyen Age (1913)
- Gautier D'aupais. Poème Courtois du XIIIème Siècle (1919)
- Le Roman de Troie en prose (1922)
- La légende arthurienne. Études et documents. Les plus anciens textes (1929)
- La Chanson de Roland (1932)
- Les Arts poétiques du XIIe et du XIIIe siècle
- Vie quotidienne au temps de Saint Louis (1938)
- Textes relatifs à la civilisation matérielle et morale des temps modernes (1938)
- Petite grammaire de l'ancien français, XIIe-XIIIe siècles (1941)
- Onze poèmes de Rutebeuf concernant la croisade (1946)
- De Babione, Poème comique du XIIème siècle (1948)
- Guillaume de Digulleville, moine de Châalis (1952)
- Les arts poétiques du XIIème et du XIII siècles. Recherches et documents sur la technique littéraire du Moyen Age (1958)
- Oeuvres complètes de Rutebeuf (1959–60)

## Wybrane publikacje w języku polskim
- Życie codzienne we Francji w czasach Ludwika Świętego, przeł. Eliga Bąkowska, Warszawa: Państwowy Instytut Wydawniczy 1969.